# Château de Hässelby
Le château de Hässelby (en suédois Hässelby slott) est situé à Stockholm, à une quinzaine de kilomètres à l'ouest du centre de la capitale suédoise. Il a été construit dans les années 1640 à 1660 pour le compte du conseiller du roi Karl Bonde. Au début des travaux, l'architecte est probablement Simon de la Vallée, mais c'est sous la responsabilité de son fils Jean de la Vallée que la construction s'achève. Le propriétaire en est alors Gustaf Bonde, trésorier du roi et fils de Karl.

## Présentation
Le château, érigé sur un large domaine privé, présente toutes les caractéristiques d'un lieu de résidence et de réception. Son architecture fait montre d'une certaine originalité, notamment les ailes qui se terminent par des tours ornées de toits en coupole. Il reste dans la famille Bonde jusqu’en 1931. C'est alors que le domaine de Hässelby est rattrapé par la croissance de la ville de Stockholm, qui s'en porte acquéreur. Le propriétaire, Christer Bonde, tente de conserver le château et ses environs immédiats, mais la ville insiste pour acheter le domaine dans sa totalité.
Le domaine a donné son nom aux localités de Hässelby gård, Hässelby strand et Hässelby villastad, ainsi qu'aux stations de métro Hässelby gård et Hässelby strand, situées à l'extrémité ouest de la ligne verte du métro de Stockholm. Depuis 2010, le château appartient à une société d'hôtellerie privée, Svensk Inredning Viking. Il a été transformé en centre de conférences et événementiel. D'importants travaux de rénovation ont été menés, l'objectif étant d'en faire un lieu consacré à la culture musicale.
Le château est classé monument historique (byggnadsminne) depuis 2008.

## Galerie

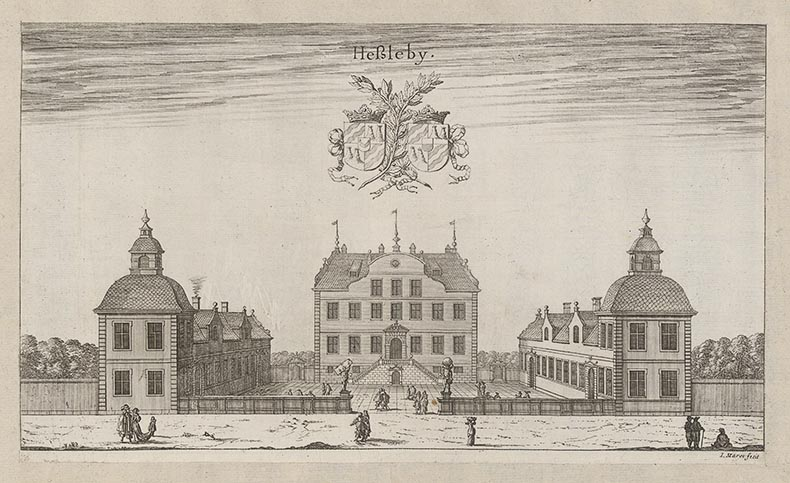
Gravure tirée de l'ouvrage Suecia Antiqua et Hodierna, vers 1679.
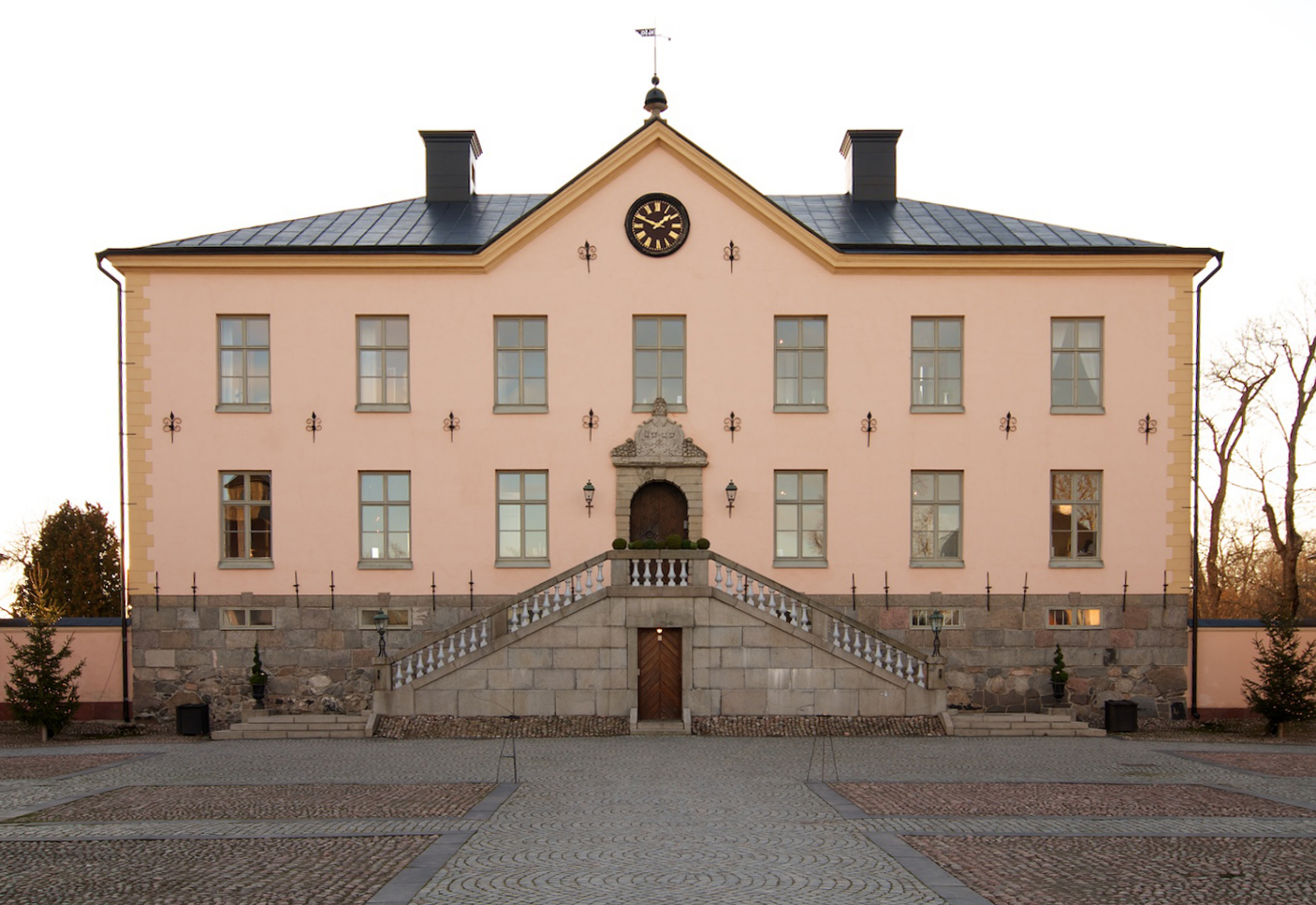
Le corps de logis en 2011.
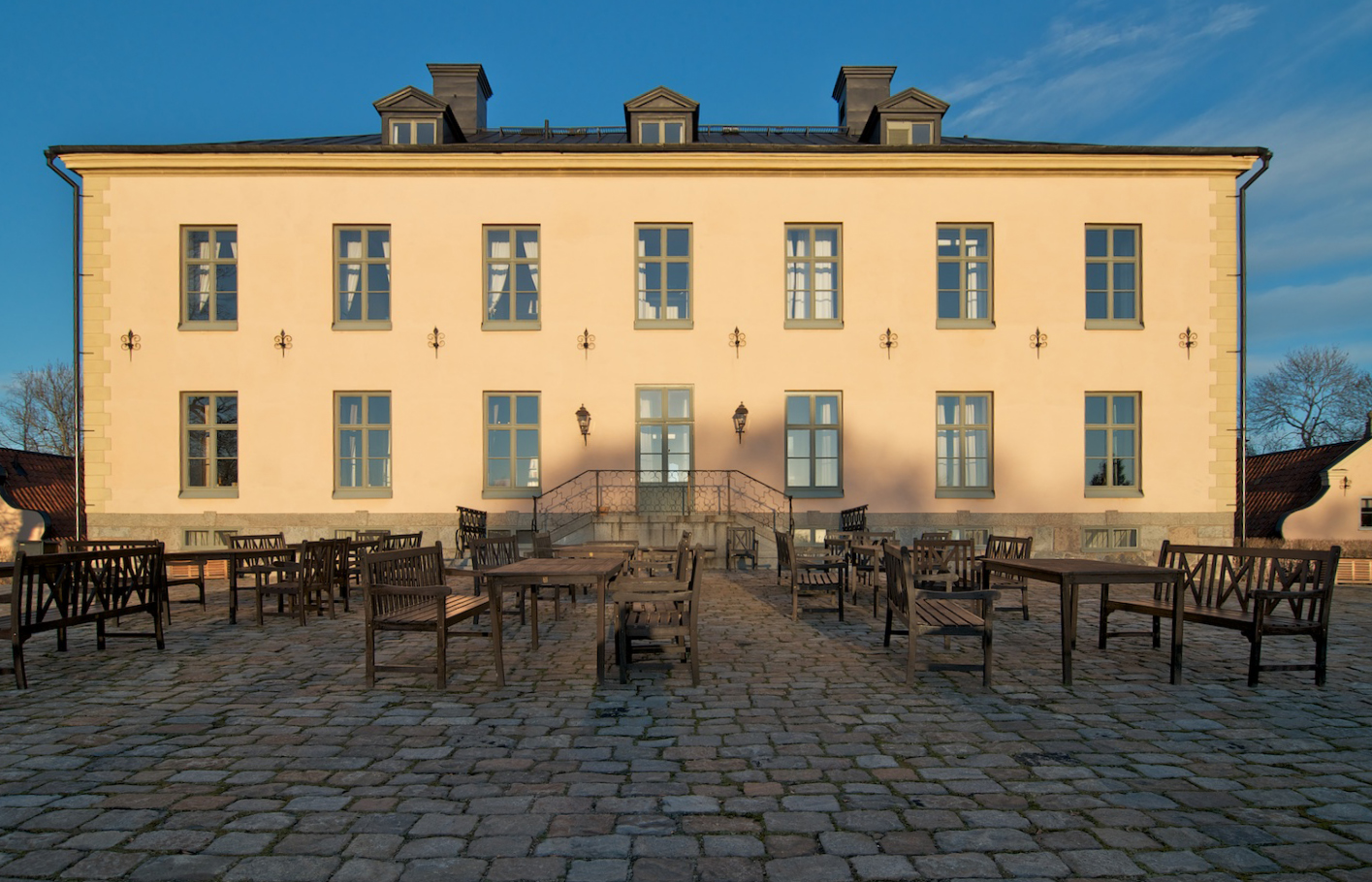
L'arrière du bâtiment en 2011.
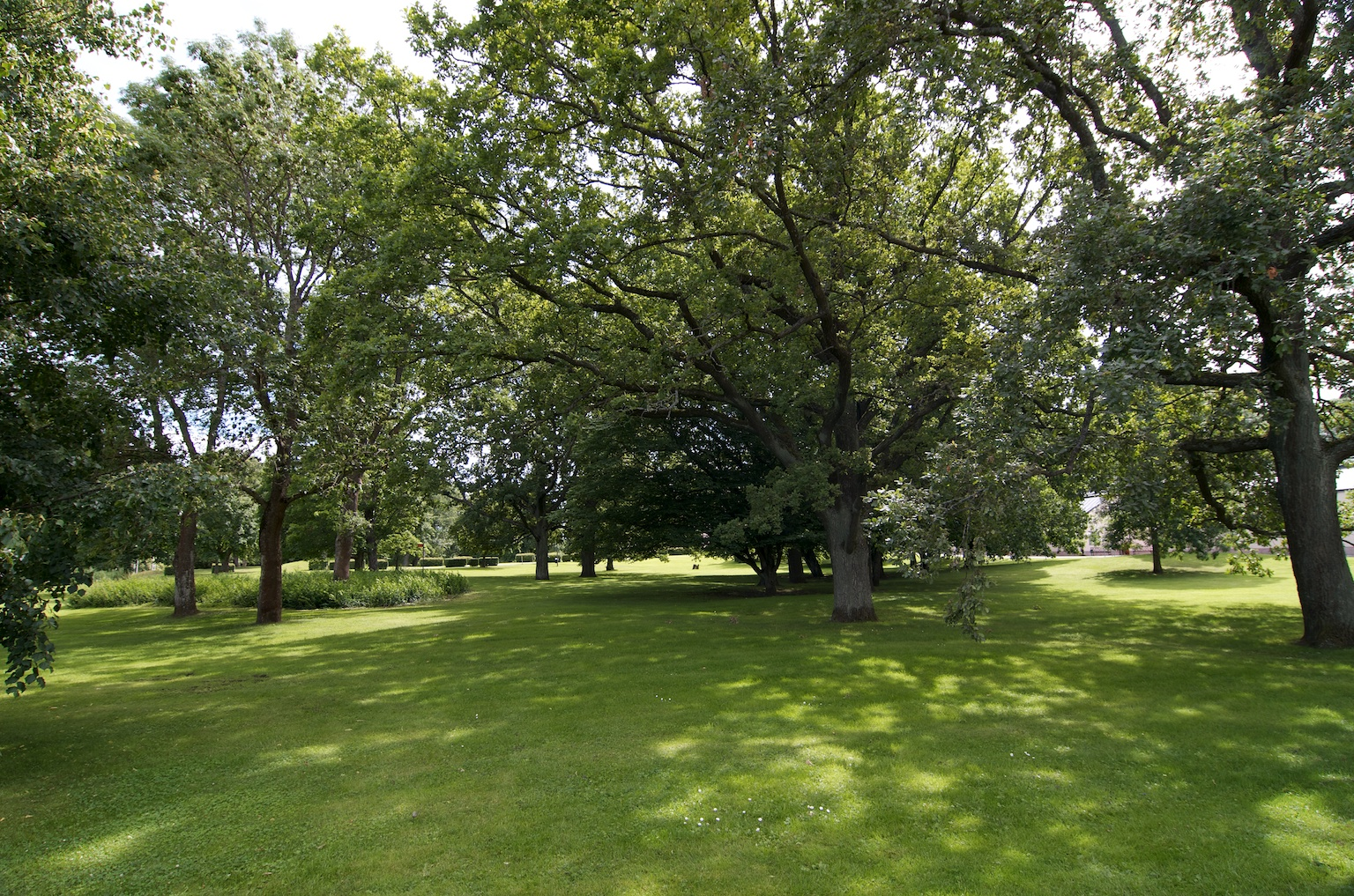
Le parc.